# Brocno
Brocno (německy Brotzen) je vesnice s 229 obyvateli, část města Štětí  v okrese Litoměřice v Ústeckém kraji. Od hlavní části města Štětí je vzdálena asi 7 km směrem na severovýchod. Zástavba Brocna je od roku 1995 chráněna jako vesnická památková zóna.

## Historie
První zmínky o vsi jsou z roku 1357, kdy patřila pod novou pražskou univerzitu. Tvrz na strategicky výhodném ostrohu je doložena roku 1452 a na konci 16. století byla renesančně přestavěna. V roce 1623 bylo Brocno jmenováno jako městečko s tvrzí. Přesto však charakterem Brocno zůstalo jen větší vesnicí. Koncem 17. století byla tvrz přestavěna na raně barokní zámek, který užívali jen úředníci.
V období let 1682–1802 byla obec rozdělena mezi dvě panství a podle toho se i její části nazývaly „dolní“ a „horní“. Horní Brocno náleželo k panství Chcebuz. Jeho majiteli byli nejdříve Kaplířové Osterští ze Sulevic a po třicetileté válce Pachtové z Rájova. Na jeho území existoval také dvůr Jaršlovských, který Pachtové přestavěli na barokní statek s mohutnou budovou sýpky. Ta je dnes dominantou Brocna.

## Obyvatelstvo
Při sčítání lidu v roce 1921 ve vsi žilo 572 obyvatel (z toho 258 mužů), z nichž bylo 21 Čechoslováků, 542 Čechoslováků a devět cizinců. Většina (545 osob) se hlásila k římskokatolické církvi, ale žilo zde také jedenáct evangelíků, sedm židů, jeden příslušník nezjišťovaných církví a osm lidí bez vyznání. Podle sčítání lidu z roku 1930 měla vesnice 592 obyvatel: 38 Čechoslováků, 552 Němců, jednoho příslušníka jiné národnosti a jednoho cizince. Většina (567 osob) byla římskými katolíky, osm lidí patřilo k církvi československé, čtyři k církvi izraelské, dva k nezjišťovaným církvím a jedenáct obyvatel bylo bez vyznání.
|                                                                  | 1869 | 1880 | 1890 | 1900 | 1910 | 1921 | 1930 | 1950 | 1961 | 1970 | 1980 | 1991 | 2001 | 2011 |
| ---------------------------------------------------------------- | ---- | ---- | ---- | ---- | ---- | ---- | ---- | ---- | ---- | ---- | ---- | ---- | ---- | ---- |
| Obyvatelé                                                        | 731  | 689  | 632  | 602  | 576  | 572  | 592  | 348  | 314  | 290  | 256  | 257  | 220  | 189  |
| Domy                                                             | 147  | 147  | 145  | 142  | 137  | 132  | 135  | 109  | .    | 71   | 71   | 86   | 84   | 93   |
| Počet domů z roku 1961 je zahrnut v domech místní části Chcebuz. |      |      |      |      |      |      |      |      |      |      |      |      |      |      |

## Pamětihodnosti
Na jihozápadním okraji vesnice stojí brocenský zámek. Postaven byl nejspíše na místě starší tvrze v druhé polovině šestnáctého století Kaplíři ze Sulevic. Dochovaná podoba pochází z barokní přestavby provedené v poslední třetině sedmnáctého století.
Od roku 1995 je Brocno památkovou zónou lidové architektury. Na návsi je umístěna socha Svatého Prokopa, která je signována letopočtem 1711. Socha byla v roce 2006 zrekonstruována a vyhlášena kulturní památkou. K dalším kulturním památkám patří:
- usedlosti čp. 17, 67 a če. 4 a 5,
- dům čp. 122,
- čtyřpatrová barokní sýpka s pilastry[10] u domu čp. 61.

Ve vsi bývala škola, kterou před sto lety běžně navštěvovalo 90–100 německých dětí. Býval zde také malý pivovar se sladovnou a cihelna. Dodnes se zde zachovala řada dřevěných roubených domů s podstávkou a empírové statky z konce 18. a z počátku 19. století.
V katastrálním území Brocna se rozkládá část přírodní rezervace Mokřady dolní Liběchovky.

## Galerie

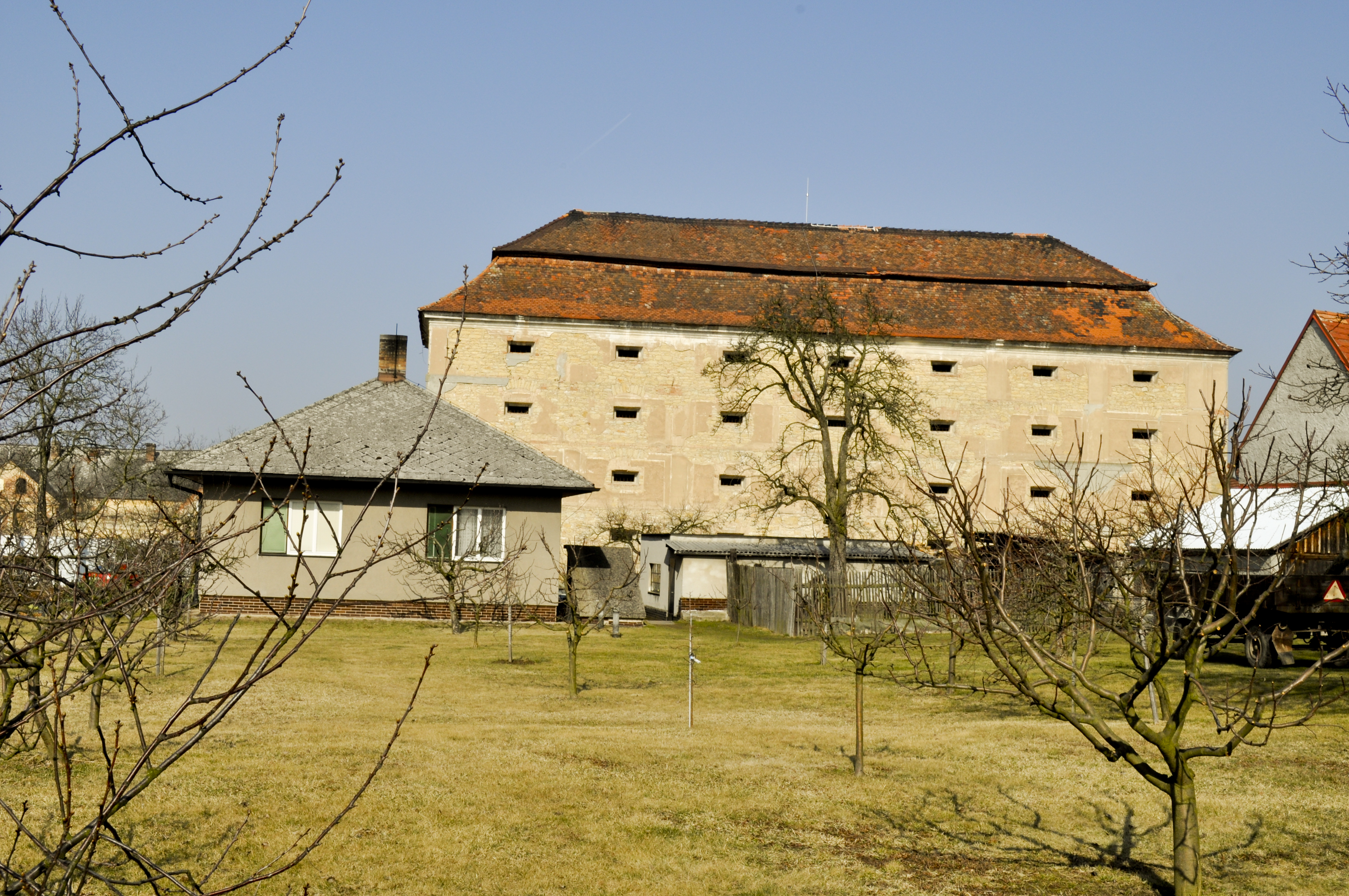
Sýpka
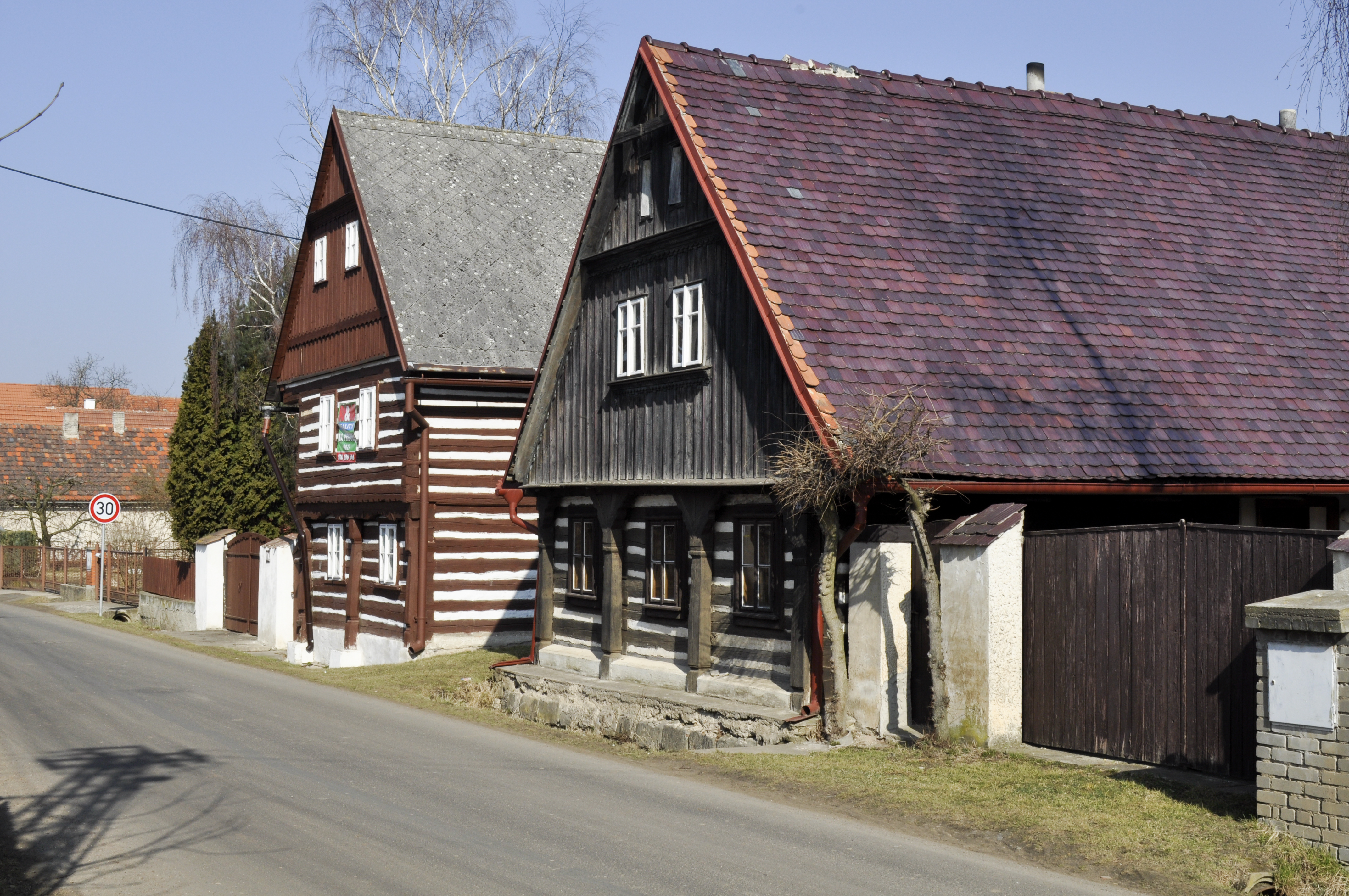
Roubené podstávkové domy
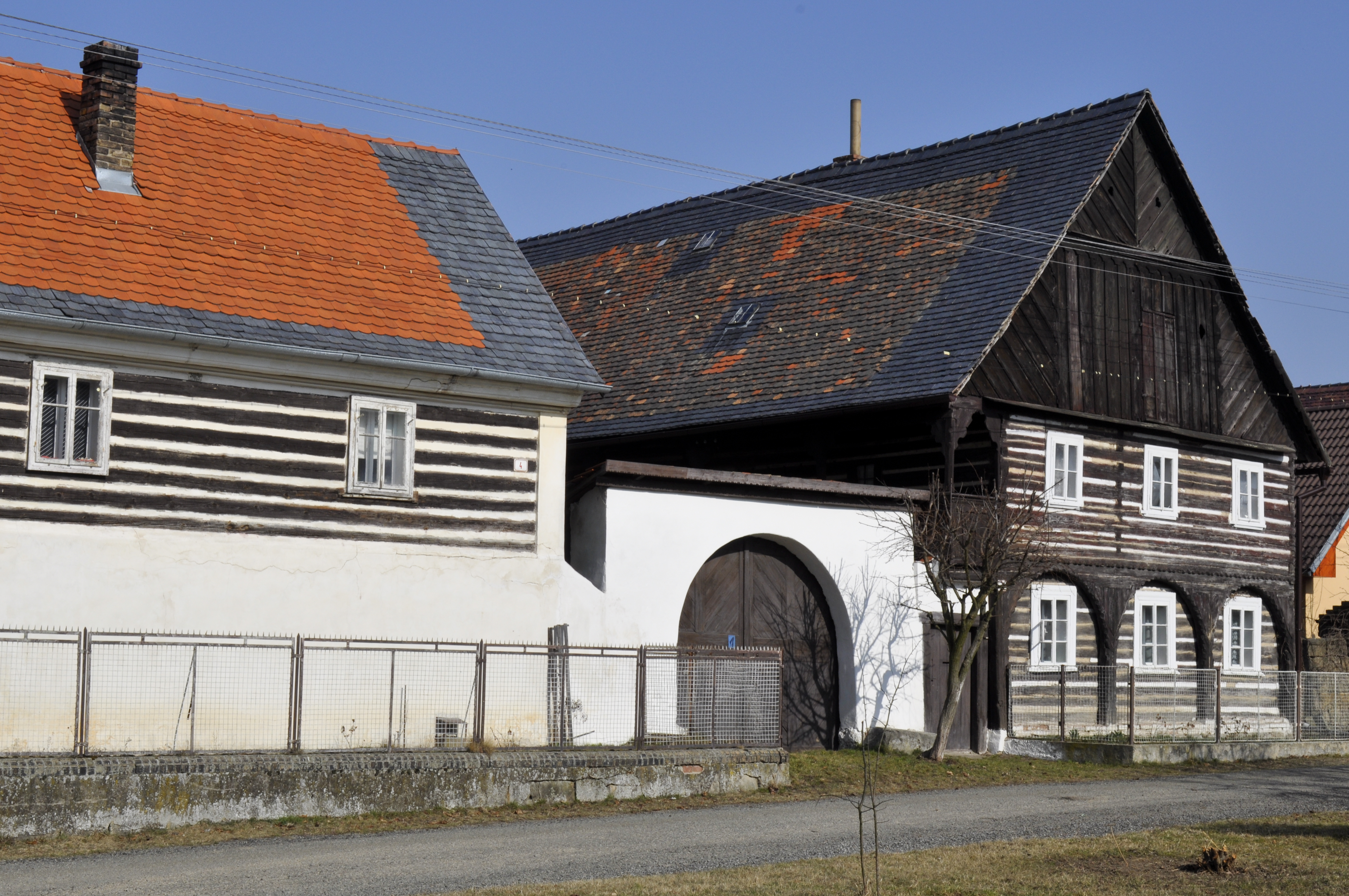
Roubené domy
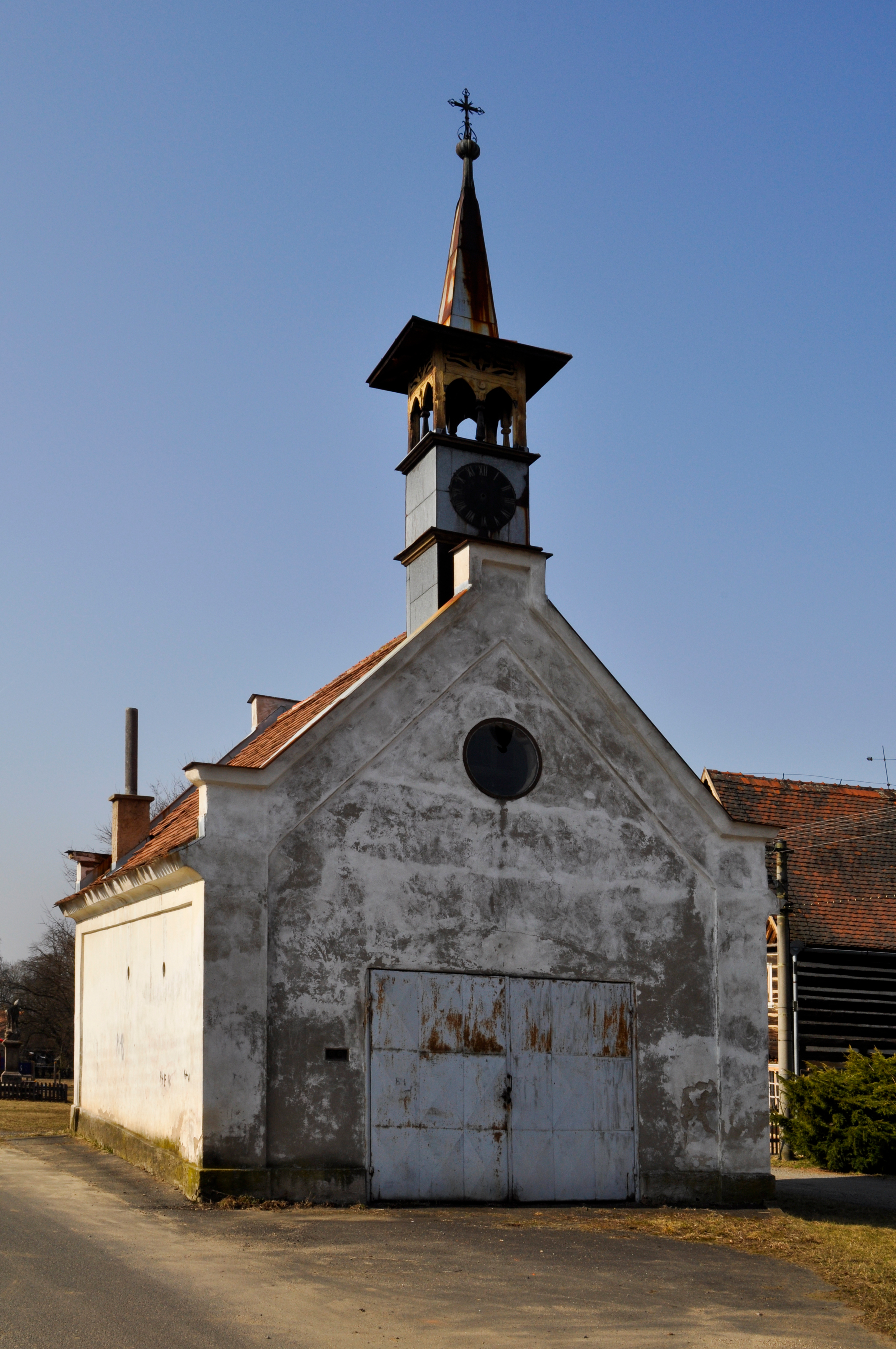
Kaple svatého Prokopa
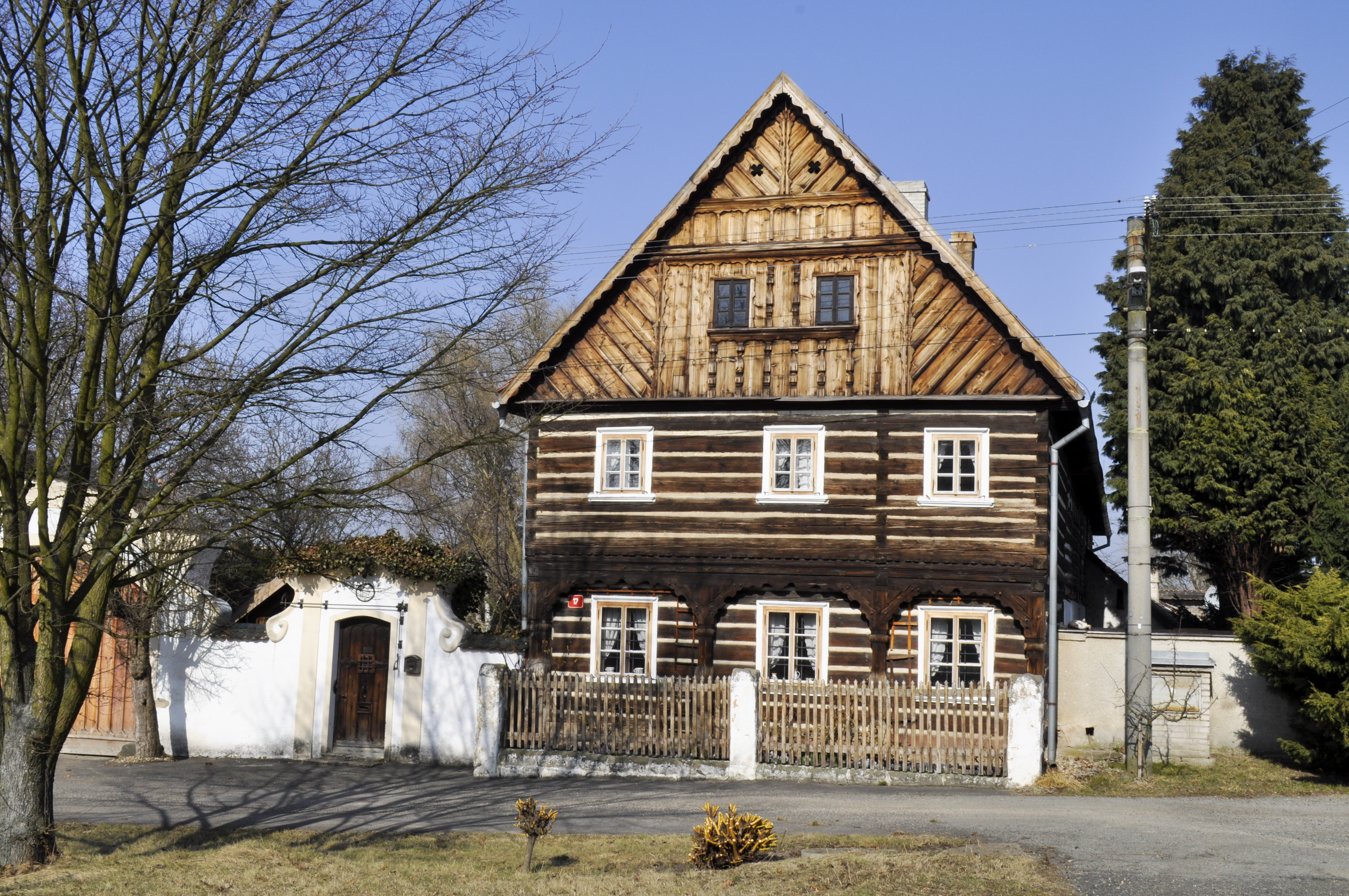
Roubený dům
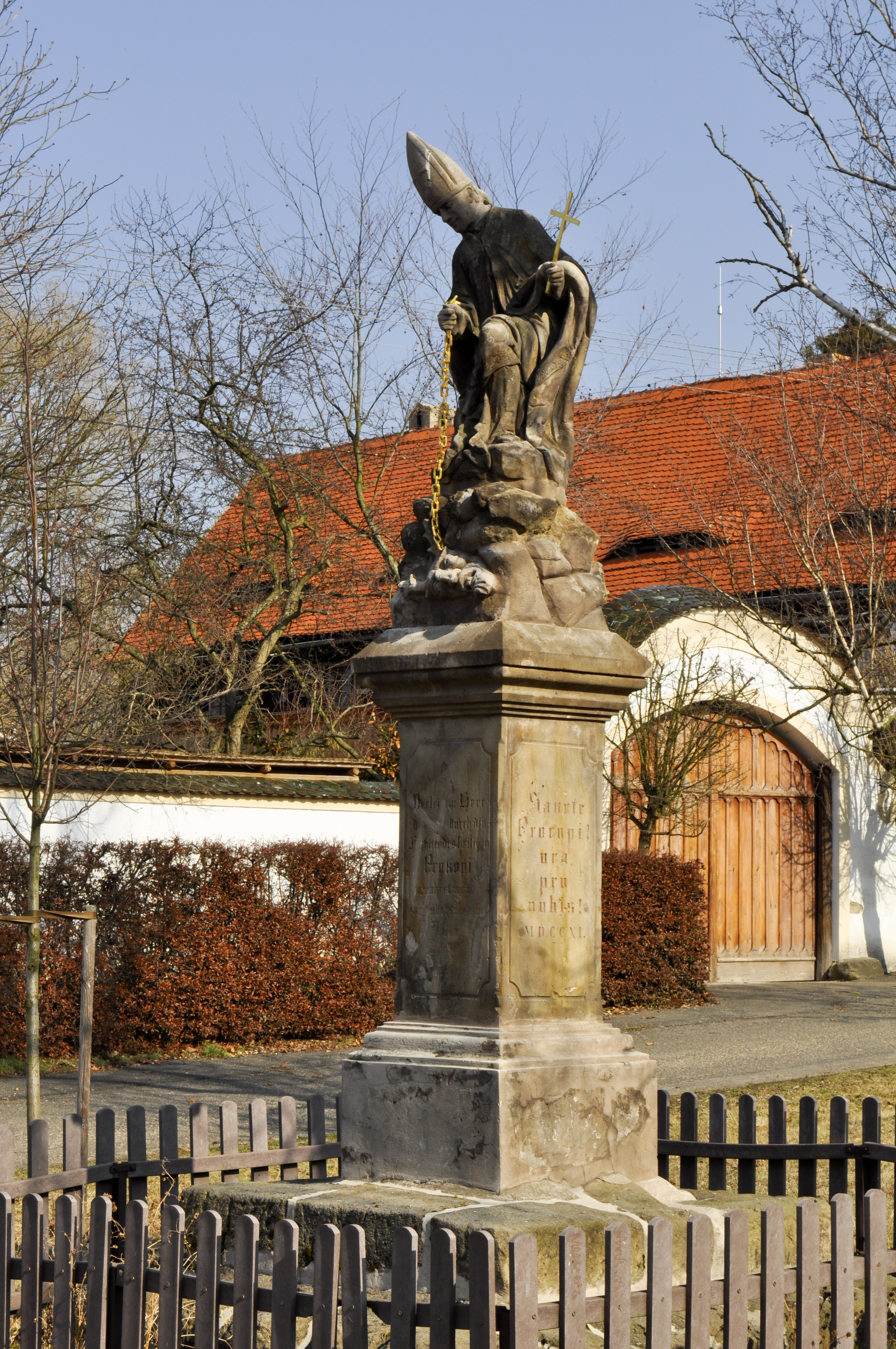
Socha svatého Prokopa
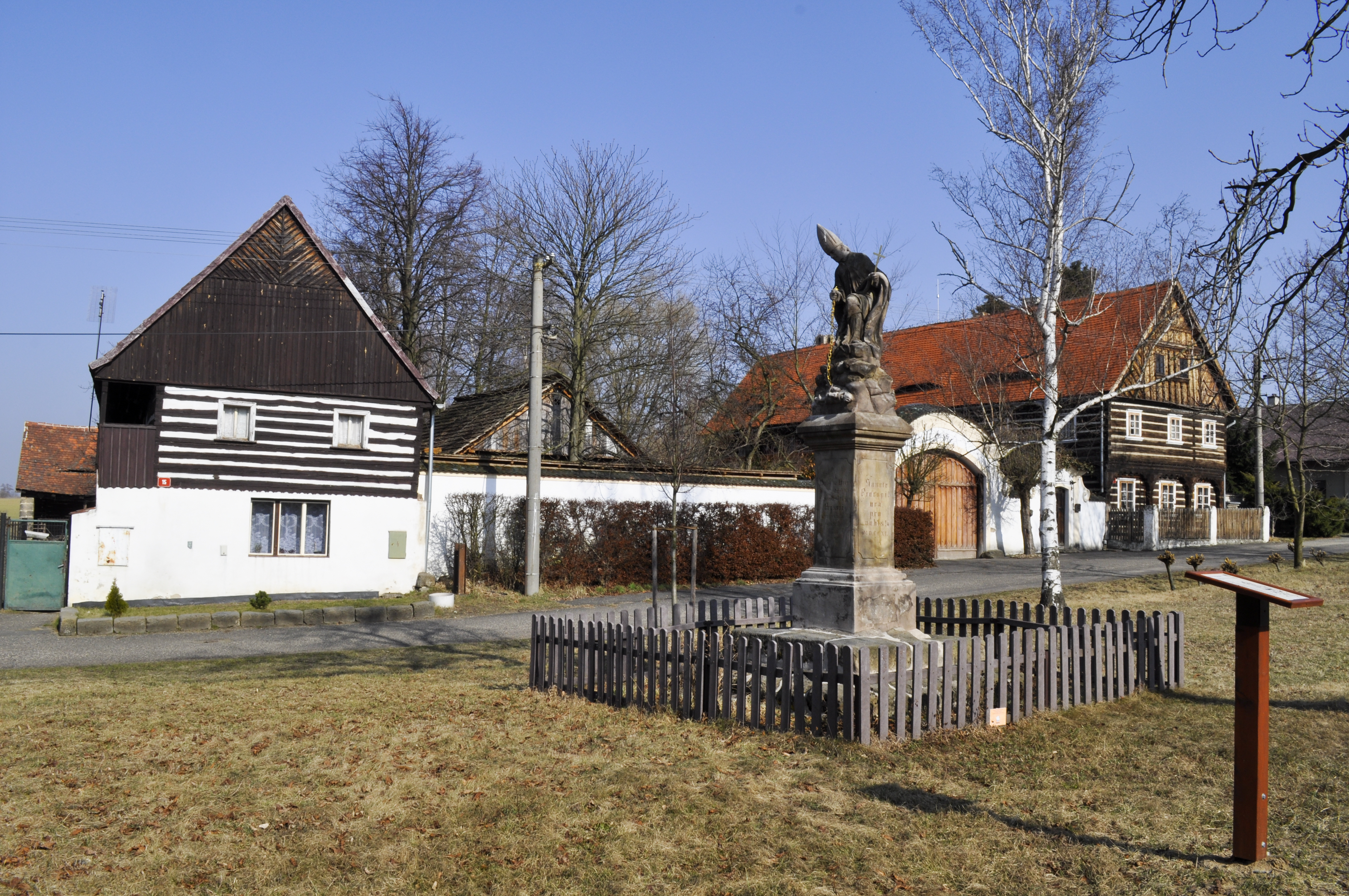
Domy na náměstí
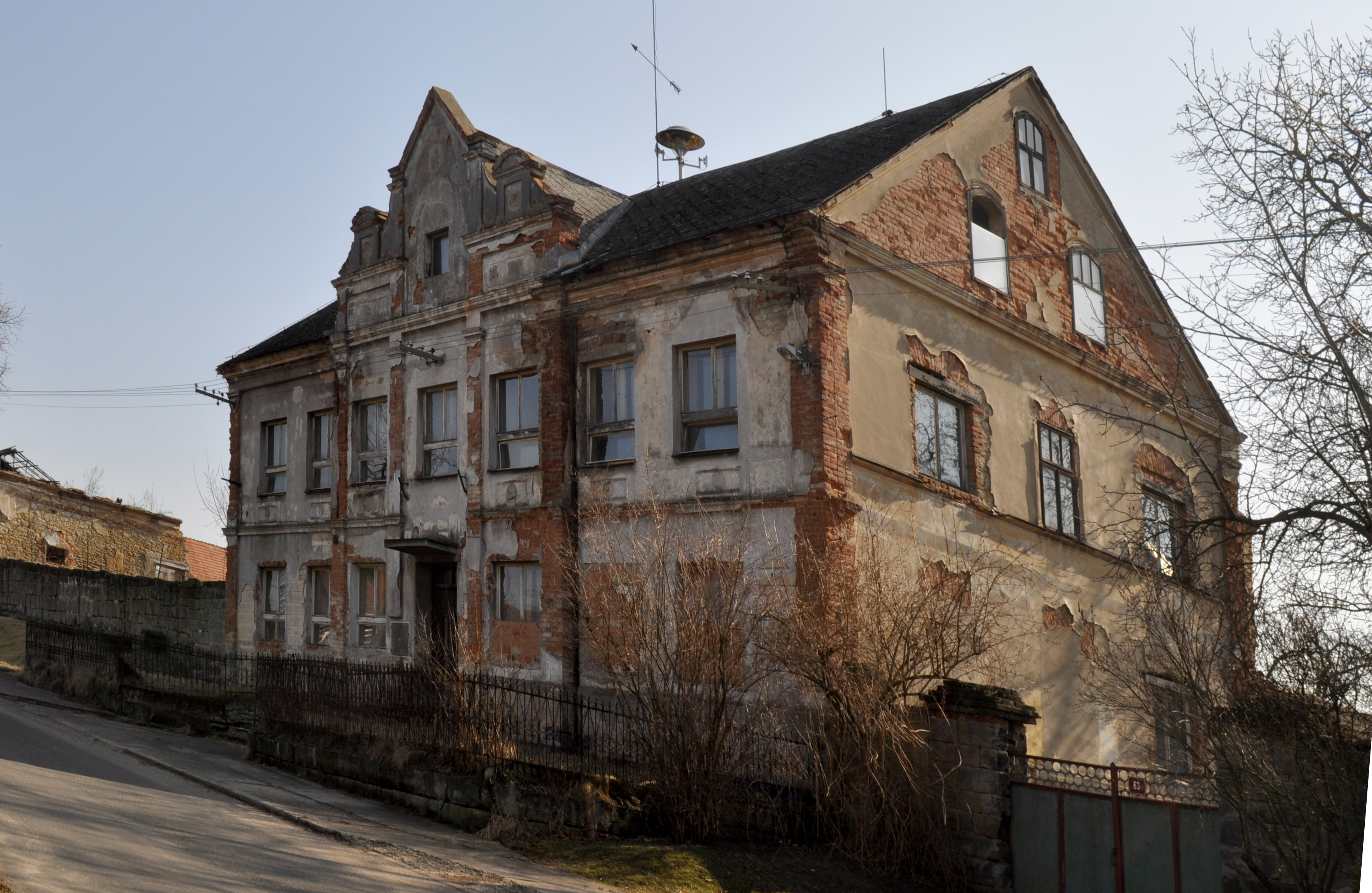
Bývalá škola
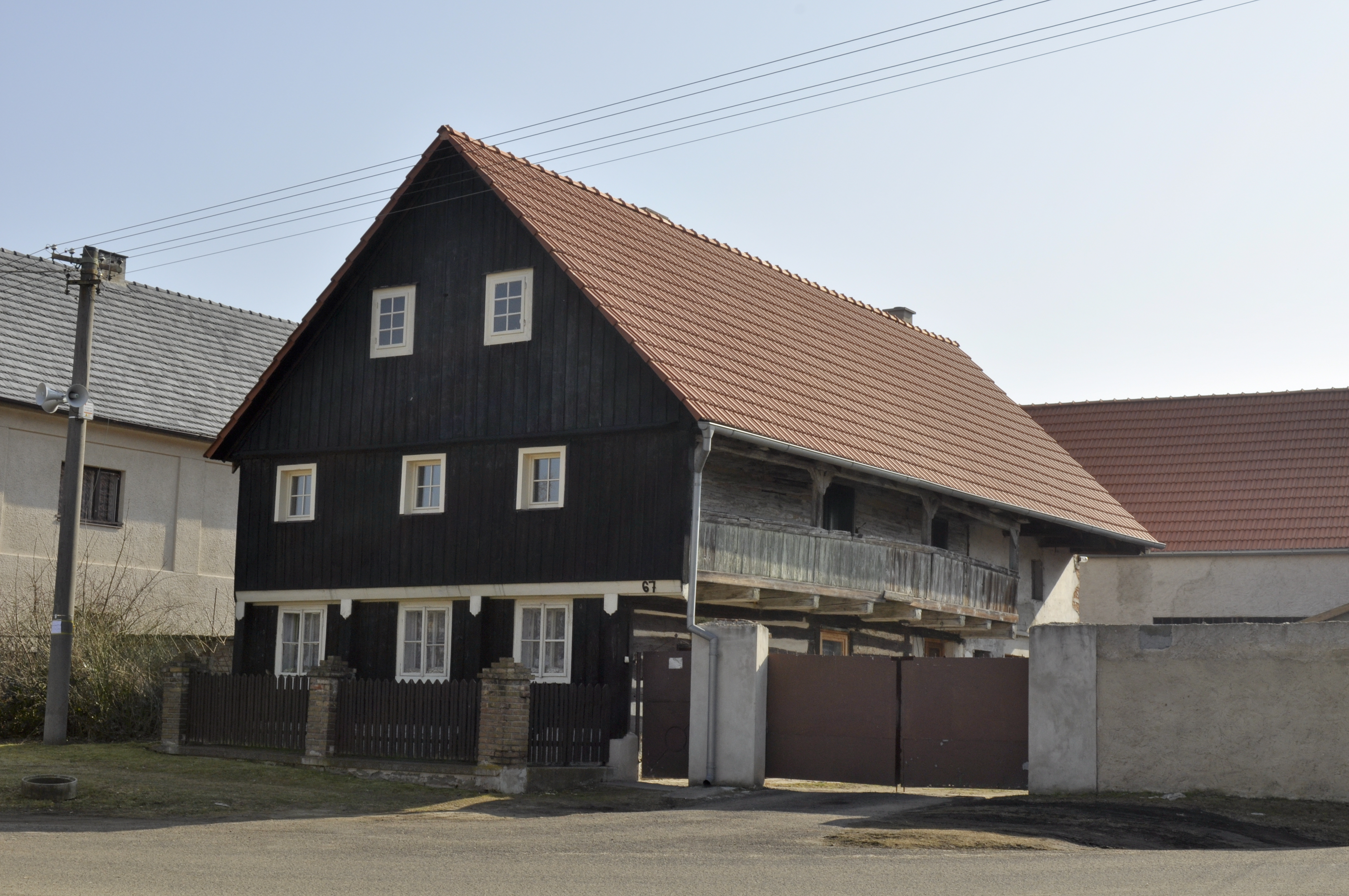
Dům na náměstí
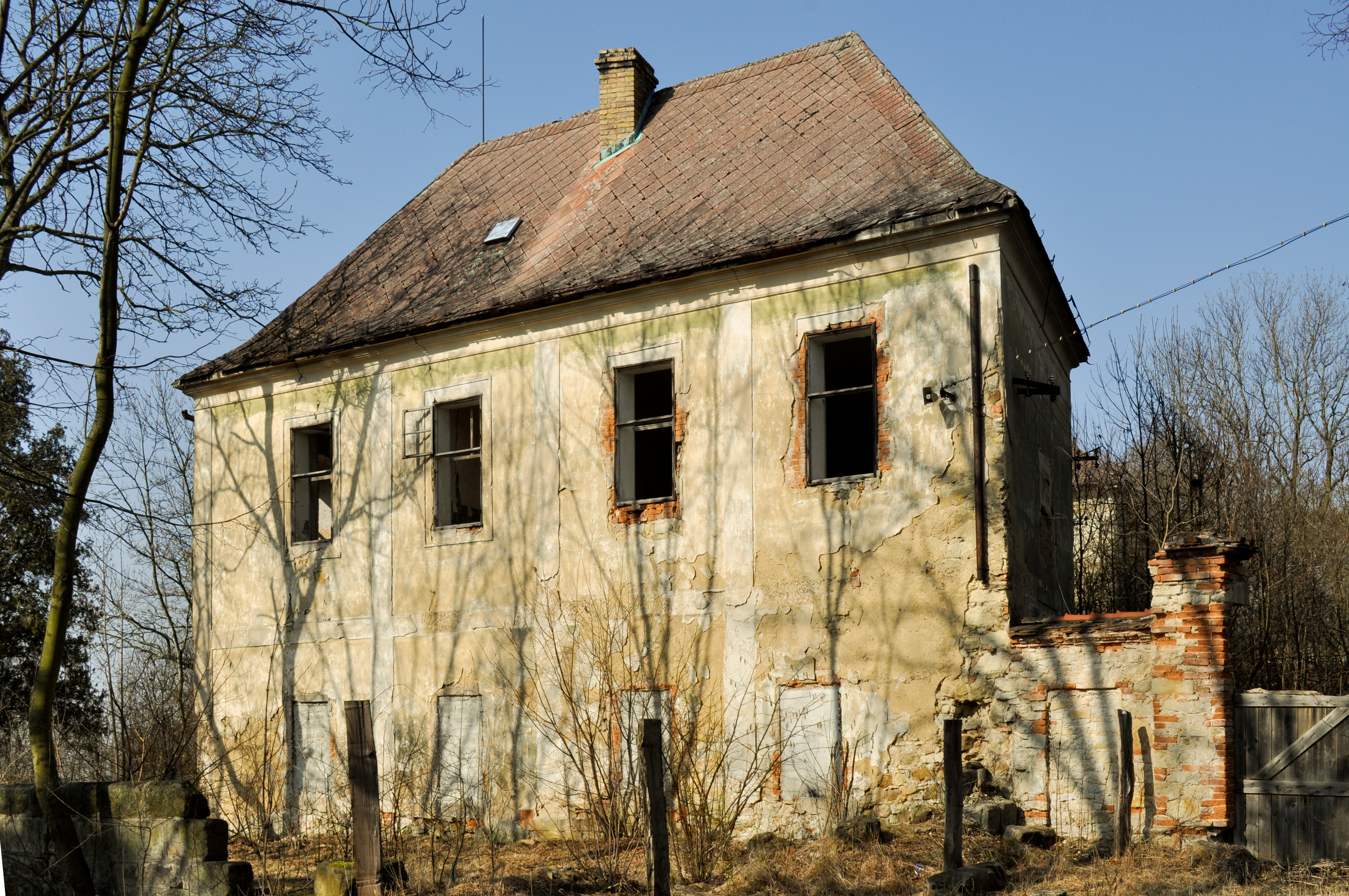
Zřícenina zámku
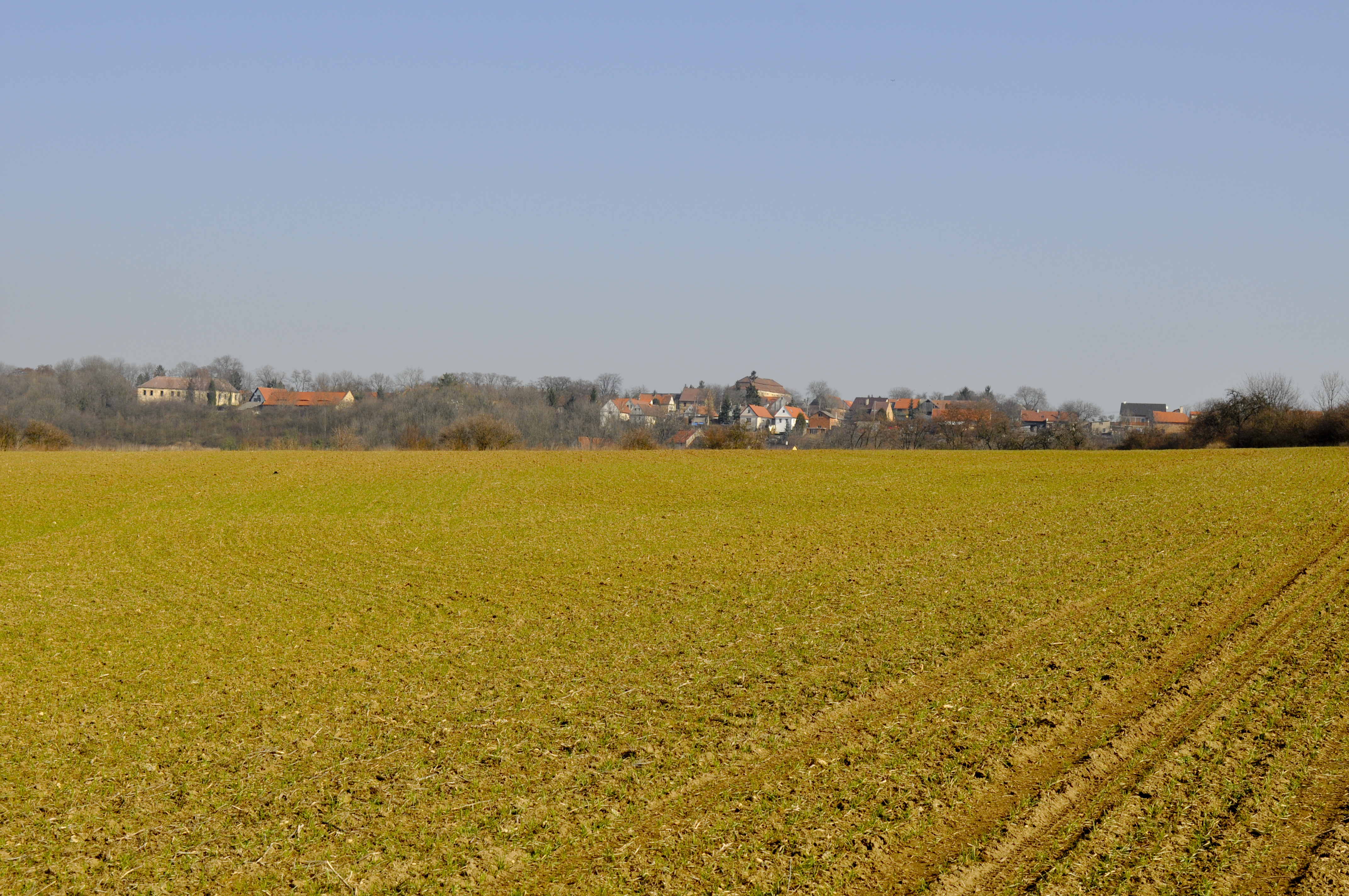
Brocno z jihu
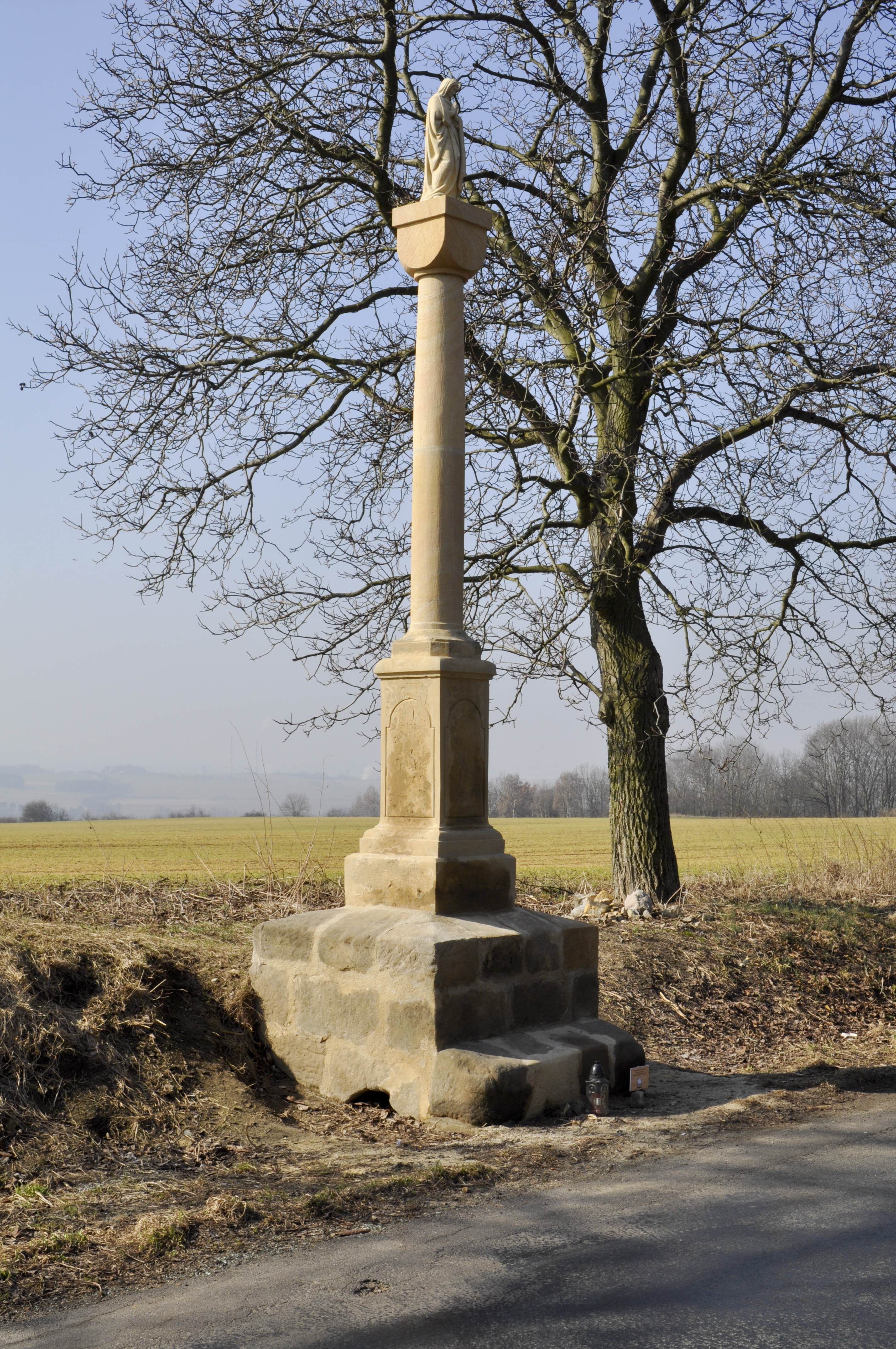
Sloup u silnice z Brocna do Chcebuze